# ديتر تسيلر
ديتر زيلر (بالألمانية: Dieter Zeller) (و. 1939 – 2014 م) هو أستاذ جامعي، وكاتب غير روائي، من ألمانيا، ولد في فرايبورغ، توفي عن عمر يناهز 75 عاماً.

## مناصب وهيئات
أدار جامعة ماينتس.